# Hopea sangal
Hopea sangal är en tvåhjärtbladig växtart som beskrevs av Pieter Willem Korthals. Hopea sangal ingår i släktet Hopea och familjen Dipterocarpaceae. Inga underarter finns listade i Catalogue of Life.